# Tömörkény
Tömörkény là một thị trấn thuộc hạt Csongrád, Hungary. Thị trấn này có diện tích 53,91 km², dân số năm 2010 là 1812 người, mật độ 34 người/km².